# Comitato interministeriale per la cybersicurezza
Il Comitato interministeriale per la cybersicurezza (CIC) è un organismo statale italiano, istituito presso la Presidenza del Consiglio dei ministri.

## Storia
Previsto con il decreto-legge n. 82 del 14 giugno 2021 dal governo Draghi, viene istituito con la legge n. 109 del 4 agosto 2021 (art. 4), che ridefinisce l'architettura nazionale della sicurezza cibernetica e prevede la nascita dell’Agenzia per la cybersicurezza nazionale.

## Funzioni
Il Comitato ha funzioni di consulenza, proposta e deliberazione sugli indirizzi e le finalità generali della politica riguardante la cybersicurezza, anche ai fini della tutela della sicurezza nazionale nello spazio cibernetico. 
La stessa legge istituitiva trasferisce al CIC alcune funzioni in questo settore, affidate nel 2019 al Comitato interministeriale per la sicurezza della Repubblica.

## Composizione
Il Comitato è presieduto dal Presidente del Consiglio dei ministri, che ne dispone la convocazione, ed è composto da:
- l'Autorità delegata per la sicurezza della Repubblica (ove istituita)
- il Ministro degli affari esteri
- il Ministro dell'interno
- il Ministro della difesa
- il Ministro della giustizia
- il Ministro dell'economia e delle finanze
- il Ministero delle imprese e del made in Italy
- il Ministero dell'ambiente e della sicurezza energetica
- il Ministro delle infrastrutture e dei trasporti
- il Ministro dell'università e della ricerca
- il Ministro delegato per l'innovazione tecnologica.

Il Direttore generale dell'Agenzia per la cybersicurezza nazionale svolge le funzioni di segretario.